# Mazuca concinnula
Mazuca concinnula là một loài bướm đêm trong họ Noctuidae.